# Хатуей
Хатуе́й (кабард.-черк. Хьэтыуей) — село в Лескенском районе республики Кабардино-Балкария.
Образует муниципальное образование сельское поселение Хатуей, как единственный населённый пункт в его составе.

## География
Селение расположено в восточной части Лескенского района, на левом берегу реки Урух. Вдоль восточной окраины сельского поселения проходит административная граница с республикой Северная Осетия. Находится в 7 км к востоку от районного центра Анзорей, в 32 км к юго-востоку от Нарткалы и в 35 км от города Нальчик. Через село проходит федеральная автотрасса «Кавказ» М 29.
Площадь территории сельского поселения составляет — 51 км2. Из них около 85% площади приходится на сельскохозяйственные угодья.
Граничит с землями населённых пунктов: Анзорей на западе, Озрек на севере, Урух на юге, и сёлами Ставд-Дурта и Иран Северной Осетии на востоке.
Населённый пункт находится в предгорной зоне республики. Средние высоты на территории села составляют 405 метров над уровнем моря. Перепад амплитуды высот с юга на север составляет около 100 метров. Рельеф представляет собой относительно ровные участки с большим количеством курганных насыпей, которые являются остатками древних адыгских (кабардинских) захоронений, относящихся к эпохе Средневековья. Побережье реки Урух сильно изрезана из-за многочисленных паводков и размывов мягких пород.
Гидрографическая сеть представлена рекой Урух и его рукавами Лезгинка и Павлиха. Вдоль западной окраины сельского поселения протекает река Шекер. Также на территории муниципального образования имеются искусственные водоканалы и родниковые источниками.
Климат влажный умеренный с тёплым летом и прохладной зимой. Амплитуда температуры воздуха колеблется от средних +22,0°С в июле, до средних -2,5°С в январе. Среднегодовая температура воздуха составляет +10,0°С. Среднегодовое количество осадков составляет около 730 мм. Основные ветры — северо-западная и восточная. Заморозки начинаются в конце октября и заканчиваются в конце марта.

## История
История села Хатуей уходит своими корнями в Средние века и неразрывно связано с кабардинским княжеским родом Анзоровых.
До начала Кавказской войны Анзоровы владели большими землями в районе рек Терек, Урух, Лескен и Сунжа.
Основателем села является дворянин (уэркъ) Хату Анзоров, который имел большой авторитет среди князей и дворян Кабарды. При нём решались практически все внутренние и внешние дела Кабарды в начале XIX века.
Впервые аул Хату Анзорово встречается в архивных документах 1822 года. Тогда аул располагался на реке Белая, неподалёку от выхода реки Урух с теснин Дигорского ущелья.
В 1825 году по переписи аулов Кабарды, аул Хату Анзорово уже располагался на берегу реки Урух, в нескольких километрах южнее своего современного местоположения.
В 1834 году Хату Анзоров переселил свой аул на левый берег реки Терек, неподалёку от Татартупского минарета.
В 1850 году аул переместилась обратно к реке Урух, где и находится по сей день. В 1851 году основатель аула — Хату Анзоров умер, а за поселением сохранилось имя основателя.
В 1865 году в ходе Земельной реформы Кабарды, в аул Хату Анзорово были переселены часть жителей аула Тембота Анзорова, в связи с переселением большинства жителей этого аула в Турцию. Многие жители аула после окончания Кавказской войны, также переселились в Турцию несколькими волнами в 1869, 1892 и 1904 годах, в ходе мухаджирства вызванного нежеланием подчинятся иноверной российской администрации.
В 1920 году, с окончательным установлением советской власти в Кабарде, решением ревкома Нальчикского округа, Хату Анзорово, как и все другие кабардинские поселения, был переименован из-за присутствия в их названиях княжеских и дворянских фамилий. В результате село получило новое название — Старый Урух. При селе в 1920 году был организован сельский совет. До 1937 года сельский совет входил в состав Урванского округа Кабардино-Балкарской АССР. Затем включён в состав новообразованного Лескенского района.
Во время Великой Отечественной войны село около двух месяцев была оккупирована немецкими войсками. В начале 1943 года село освобождено от фашистов. В память о погибших в селе установлены памятники
В 1962 году с ликвидацией Лескенского района, село с сельсоветом было обратно передано в состав Урванского района. В 1992 году сельсовет села Старый Урух реорганизован и преобразован в сельское поселение Старый Урух.
В 2003 году село включено в состав вновь образованного Лескенского района республики.
В 2004 году было утверждено переименование села Старый Урух, и возвращения ему его исторического названия Хатуей. В 2005 году было отпраздновано переименование села, и 155-летие со дня переселения с Терека на Урух.

## Население
| 2002  | 2010  | 2012  | 2013  | 2014  | 2015  | 2016  |
| ----- | ----- | ----- | ----- | ----- | ----- | ----- |
| 3736  | ↘3549 | ↗3599 | ↗3644 | ↗3667 | ↗3668 | ↗3700 |
| 2017  | 2018  | 2019  | 2020  | 2021  | 2023  | 2024  |
| ↗3724 | ↗3746 | ↗3766 | ↗3789 | ↗3876 | ↗3920 | ↗3951 |
| 2025  |       |       |       |       |       |       |
| ↗3988 |       |       |       |       |       |       |

Плотность — 78.2 чел./км2.
Национальный состав
По данным Всероссийской переписи населения 2010 года:
| Народ      | Численность, чел. | Доля от всего населения, % |
| ---------- | ----------------- | -------------------------- |
| кабардинцы | 3 525             | 99,3 %                     |
| другие     | 24                | 0,7 %                      |
| всего      | 3 549             | 100 %                      |

По данным Всероссийской переписи 2021 года:
| Народ               | Численность, чел. | Доля от всего населения, % |
| ------------------- | ----------------- | -------------------------- |
| кабардинцы          | 3 758             | 96,95 %                    |
| черкесы             | 88                | 2,27 %                     |
| другие / не указано | 30                | 0,77 %                     |
| всего               | 3 876             | 100,0 %                    |

Поло-возрастной состав
По данным Всероссийской переписи населения 2010 года:
| Возраст     | Мужчины, чел. | Женщины, чел. | Общая численность, чел. | Доля от всего населения, % |
| ----------- | ------------- | ------------- | ----------------------- | -------------------------- |
| 0 — 14 лет  | 388           | 424           | 812                     | 22,9 %                     |
| 15 — 59 лет | 1 164         | 1 128         | 2 292                   | 64,6 %                     |
| от 60 лет   | 163           | 282           | 445                     | 12,5 %                     |
| Всего       | 1 715         | 1 834         | 3 549                   | 100,0 %                    |

Мужчины — 1 715 чел. (48,3 %). Женщины — 1 834 чел. (51,7 %).
Средний возраст населения — 32,8 лет. Медианный возраст населения — 28,9 лет.
Средний возраст мужчин — 31,7 лет. Медианный возраст мужчин — 28,3 лет.
Средний возраст женщин — 33,8 лет. Медианный возраст женщин — 29,4 лет.

## Местное самоуправление
Структуру органов местного самоуправления сельского поселения составляют:
- Глава сельского поселения — Дзахмишев Анзор Барасбиевич.
- Администрация сельского поселения Хатуей — состоит из 7 человек.
- Совет местного самоуправления сельского поселения Хатуей — состоит из 15 депутатов[22].

Адрес администрация сельского поселения — село Хатуей, ул. Бараова №15.

## Образование
- Средняя общеобразовательная школа № 1 — ул. Бараова, 16.
- Начальная школа Детский сад № 9 — ул. Бараова, 9.

## Здравоохранение
- Участковая больница — ул. Бараова, 6.

## Культура
- Дом Культуры

Общественно-политические организации: 
- Адыгэ Хасэ
- Совет ветеранов войны
- Совет ветеранов труда

## Религия
В селе действует одна мечеть.

## Экономика
Основу экономики села представляет сельское хозяйство. На территории сельского поселения действует одно крупное бюджетообразующее предприятие — ООО «Хатуей», занимающаяся производством щебня.

## Улицы
| 50-летия Победы |
| Бараова         |
| Белимготова     |
| Бетрозова       |
| Гагарина        |
| Истепанова      |

| Кабардинская |
| Ленина       |
| Лермонтова   |
| Мира         |
| Ошнокова     |
| Речная       |

| Советская |
| Степная   |
| Тарчокова |
| Трефилова |
| Хачетлова |

## Известные уроженцы
- Налоев Заурбий Магометович (1928—2012) — кабардинский писатель, фольклорист, литературовед. Народный писатель КБР.
- Тарчоков Камбулат Кицуевич (1911—1977) — герой Социалистического труда, кавалер 3 орденов Ленина. Депутат Верховного Совета СССР 8 Созыва.
- Шхагошев Адальби Люлевич (1967) — депутат Государственной Думы. Член ГД по международным делам.